# USS Yorktown (1937)
De USS Yorktown (CV-5) was een vliegdekschip van de Amerikaanse marine gestationeerd in de Stille Oceaan tijdens de Tweede Wereldoorlog en naamgever van een klasse van drie vliegdekschepen. Ze werd ook "The Fighting Lady" genoemd. Ze streed samen met de USS Lexington (CV-2) in de Slag in de Koraalzee (waar de USS Lexington tot zinken werd gebracht) en daarna in de Slag om Midway.

## Geschiedenis

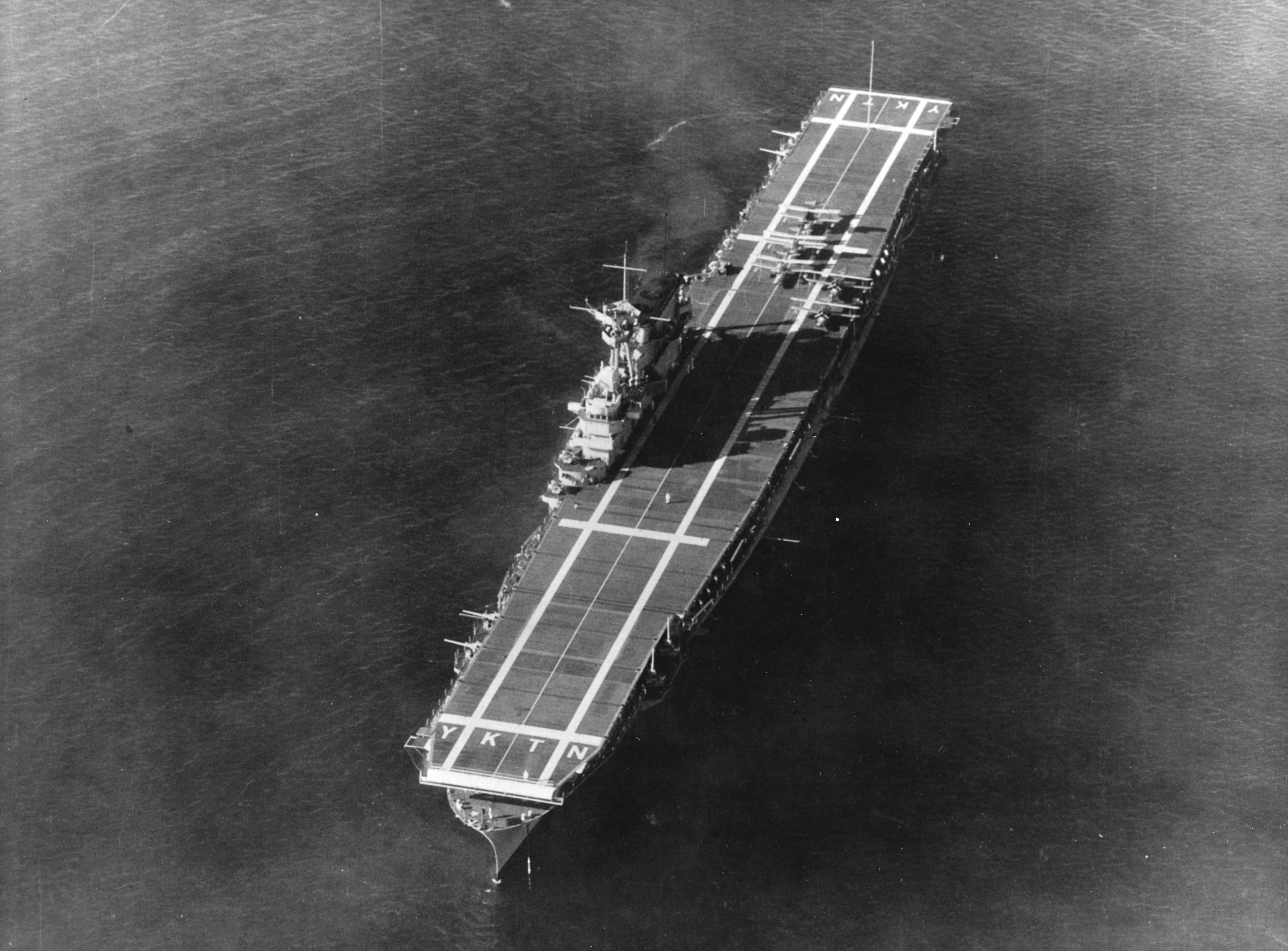
USS Yorktown, 17 januari 1938

De USS Yorktown verliet Norfolk op 16 december 1941 en stoomde naar de Stille Oceaan via het Panamakanaal. Ze bereikte San Diego op 30 december 1941, waar ze het vlaggenschip werd van viceadmiraal Frank Jack Fletcher, de commandant van Task Force 17. Op 6 januari 1942 vertrok TF 17 uit San Diego als escorte voor een troepenkonvooi naar Samoa. Vandaaruit zette ze op 25 januari samen met TF8, een groep rond het vliegkampschip Enterprise, koers naar de Marshalleilanden en de Gilberteilanden. 

## Marshall-Gilbert Raids
Om 05.17 uur lanceerde de Yorktown elf Douglas TBD-1 Devastators torpedovliegtuigen en zeventien  Douglas SBD Dauntless duikbommenwerpers onder commando van luitenant-ter-zee-vlieger Curtis W. Smiley. Deze vliegtuigen vielen Japanse kustinstallaties en vrachtschepen te Jaluit aan. Maar slechte weersomstandigheden belemmerden de missie, en zes toestellen gingen verloren. Andere Yorktown-vliegtuigen vielen de Japanse installaties en vrachtschepen aan op Makin- en Mili atol. De aanval door Task Force 17 op de Gilberteilanden verraste de Japanners volledig, er was weinig tegenstand. Eén of twee viermotorige Kawanishi H6K "Mavis" patrouillebommenwerper-watervliegtuig vielen de torpedobootjagers aan die achtergebleven waren om bemanningen te zoeken van vliegtuigen die verloren gingen bij de Jaluit-missie. Eén Mavis werd door twee Grumman F4F Wildcats neergeschoten. Vloot-Admiraal Chester Nimitz noemde later de Marshalls-Gilberts-Raids; "Well conceived, well planned and brilliantly executed !"

## SalamauaenLaeRaid
De Yorktown Task Force keerde terug naar Pearl Harbor en vertrok vandaaruit op 14 februari 1942, naar de Koraalzee. Op 6 maart had de USS Yorktown en zijn Task Force 17, een rendez-vouz met de Task Force 11 formatie rond de Lexington, onder commando van viceadmiraal Wilson Brown. Samen moesten ze Japanse schepen te Rabaul en Gasmata aanvallen en de geallieerde landingen op Nouméa, Nieuw-Caledonië beschermen. De twee Task Force's bestonden, naast de twee vliegkampschepen, uit acht zware kruisers (waaronder de Australische HMAS Australia) en veertien torpedobootjagers. Samen stoomden ze richting Nieuw-Guinea. Doordat de Japanners ondertussen bij Salamaua en Lae geland waren, werd de raid op Rabaul afgelast en werd het doel aangepast. In de morgen van 10 maart lanceerden beide vliegkampschepen een aanval met 104 vliegtuigen op Salamaua en Lae. Er was geen Japanse tegenstand en er waren weining doelwitten, maar dit was de eerste ervaring van de Amerikanen met een grootscheepse luchtaanval vanaf vliegdekschepen. De Task Force's 11 en 17 trokken zich daarna terug en werden versterkt met Task Force 11.7  bestaande uit drie zware kruisers en vier torpedojagers onder bevel van de Australische viceadmiraal John Crace. De Yorktown bleef ter plaatse in de Koraalzee, en voerde een onderhoud uit in de onbeschutte haven van Tongatapu, in de Tonga eilanden. De Lexington was teruggekeerd naar Pearl Harbor. Op 27 april verliet de Yorktown Tongatapu en vertrok ze weer naar de Koraalzee. De Lexington vertrok uit Pearl Harbor. Beide vloten kwamen samen ten zuidwesten van de Nieuwe Hebriden eilanden op 1 mei 1942, met als doel de verovering van Port Moresby door de Japanners te verhinderen.

## Raid opTulagi
In de ochtend van 4 mei vielen beide Task Forces met succes de Japanse basis Tulagi aan op de Salomonseilanden, samen met Curtiss P-40 Warhawk vliegtuigen die opgestegen waren vanuit Port Moresby. Vliegtuigen van de Yorktown brachten de torpedojager Kikuzuki, drie mijnenleggers en vier vrachtschepen tot zinken.  Air Group 5 vernietigde vijf vijandelijke watervliegtuigen ten koste van twee Wildcats en één TBD. Op dezelfde dag voegde Task Force 44, de kruiser-torpedojagersvloot onder commando van viceadmiraal John Crace (RN), zich bij Task Force 11 van de Lexington ter ondersteuning. Op de ochtend van 6 mei voegde de Yorktown zich bij de Lexington. Viceadmiraal Fitch, die een lange ervaring had met vliegkampschepen, nam de verantwoordelijkheid op zich voor de vliegoperaties.

## Slag in de Koraalzee

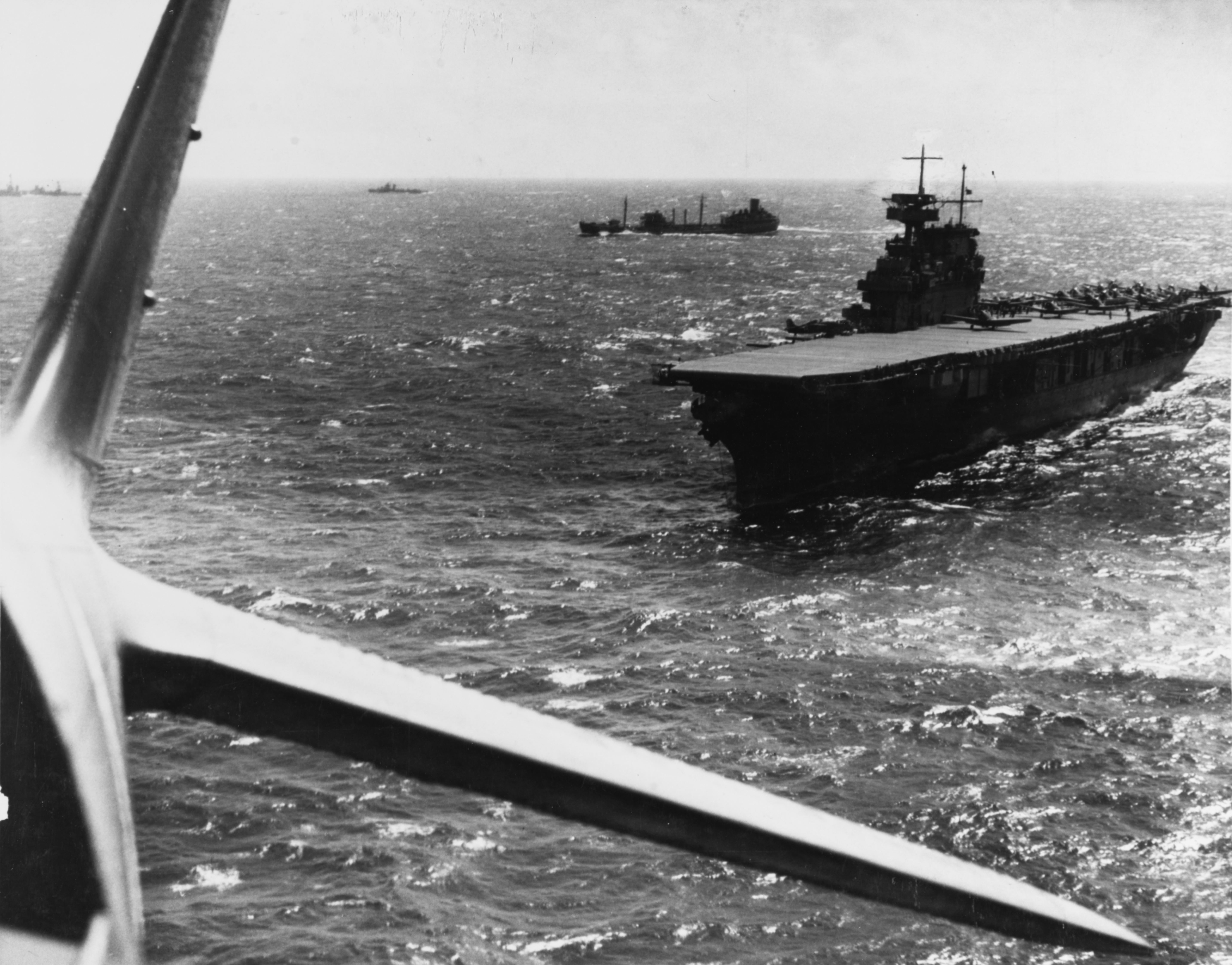
USS Yorktown in de Slag in de Koraalzee

Op 7 mei begon de Slag in de Koraalzee. De Amerikaanse vliegdekschepen vonden de Japanse invasiestrijdmacht en brachten de lichte Japanse carrier Shoho tot zinken. Een eerste Japanse tegenaanval van de vliegdekscepen Zuikaku en Shokaku miste de Amerikaanse vliegdekschepen en vond enkel de olietanker USS Neosho (AO-23) en zijn begeleidende torpedojager USS Sims (DD-409). De Sims zonk direct maar de Neosho bleef nog dagenlang brandend ronddrijven, totdat ze op 11 mei tot zinken werd gebracht door de torpedobootjager Henley. Een tweede kleinere aanval mislukte door het slechte weer.
De volgende dag vielen de vliegkampschepen elkaar aan. De Amerikaanse aanval beschadigde de Shokaku met drie bomtreffers. De Japanse aanval bracht de Lexington tot zinken en beschadigde de Yorktown met één bomtreffer. Daarna trokken beide eskaders zich terug.

## Slag bij Midway
De schade aan de Yorktown moest snel gerepareerd worden want de Amerikanen hadden lucht gekregen van een nog grotere aanval op Midway door de Japanse vliegkampschipvloot. Op 27 mei voer de Yorktown het droogdok in te Pearl Harbor. In twee dagen tijd werd de meeste schade gerepareerd. Alleen de aandrijving kon niet gerepareerd worden en de maximumsnelheid was beperkt tot 27 knopen. Op 30 mei vertrokken de Yorktown, twee kruisers en vijf torpedobootjagers vertrokken als Task Force 17 uit Pearl Harbor op weg naar Midway. De Yorktown en zijn escorte maakten op 2 juni 1942, kort voor de middag contact met Task Force 16 bestaande uit de Hornet, Enterprise en hun escortes onder bevel van Raymond A. Spruance. 
3 juni 1942 - Tegen 19.30 uur waren Nagumo's vliegdekschepen nog niet verkend, de Japanse aanval op Midway werd op 4 juni bij het aanbreken van de dag verwacht. De Yorktown, Hornet, Enterprise en hun escortevloot vaarden naar het zuidwesten in de richting van het atol Midway.
Op 4 juni 1942 bevond de Amerikaanse vloot zich op 220 mijl ten noordoosten van Midway. De Yorktown ilanceerde in de vroege ochtend verkenners. Om 06.03 uur kreeg Fletcher de positie en snelheid van de Japanse vliegkampschepen door. Beide Task Forces lanceerden een aanval. Het Japanse vliegdekschip Soryu werd aangevallen en getroffen door de vliegers van de Yorktown terwijl de andere task force de vliegkampschepen Akagi en Kaga in brand bombardeerden. Het enige overblijvende Japanse vliegdekschip Hiryu lanceerde vervolgens haar toestellen in twee golven naar de Yorktown.

### Aanval op deUSS Yorktown

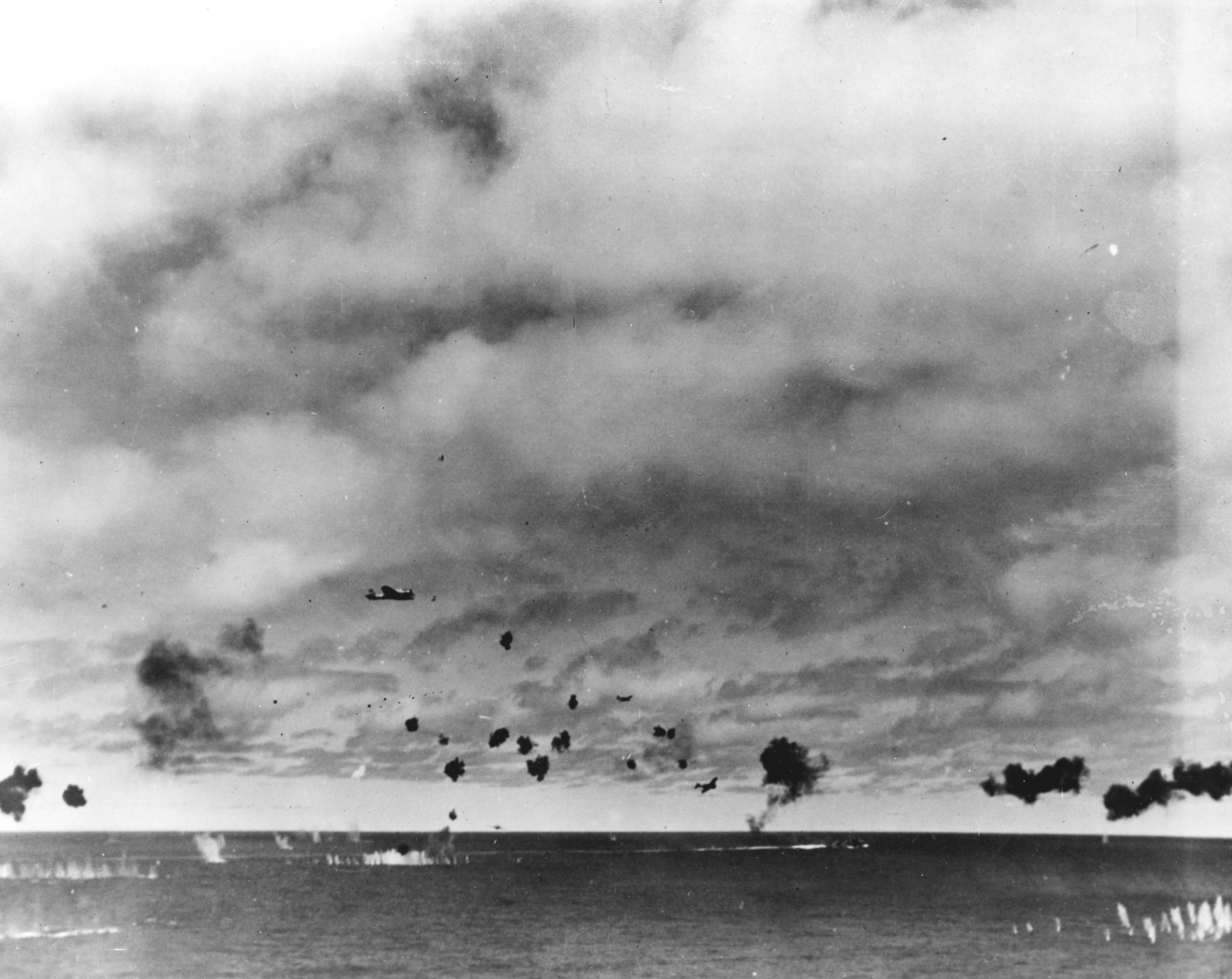
Drie B5N vallen de USS Yorktown aan met torpedo's

Om 12.00 uur maakte de Yorktown zich gereed om haar vliegtuigen weer aan boord te nemen en bracht men het schip in de wind. Op dat moment registreerde de Amerikaanse carrierradar de eerste Japanse aanval op een afstand van 50 mijl. 28 Wildcats vielen de Japanse jagers aan maar acht van de oorspronkelijke achttien Val duikbommenwerpers braken door en plaatsten drie treffers op de Yorktown. Een bom viel precies door de schoorsteen in de machinekamer. Op één na werden alle ketels beschadigd en het schip bleef gestopt liggen. De tweede bom sloeg een gat in het liftkoker-vliegdek, naar het vliegtuigenmagazijn, de derde ontplofte bij een munitiemagazijn en een tank met vliegtuigbenzine. Beide magazijnen werden snel onder water gezet om brand te voorkomen op het gehele schip.
Omstreeks 14.00 uur was de Yorktown weer in staat 18 knopen te varen. Maar om 14.30 uur verscheen op het radarscherm de  tweede Japanse aanval met Kate torpedobommenwerpers. Wildcats konden vijf Kates neerschieten, maar twee torpedo's raakten enkele meters van elkaar verwijderd het Amerikaanse vliegdekschip aan stuurboord. Om 14u45 vond een verkenningsvliegtuig van de Yorktown de Hiryu, waarop de Hornet en Enterprise deze aanvielen en tot zinken brachten. 
Om 14.58 uur gaf kapitein-ter-zee Elliott Buckmaster, de gezagvoerder de Yorktown, bevel om het schip te verlaten. Buckmaster was de laatste die zijn schip verliet. Meer dan 2.000 man werd van het schip gered en tegen 18.00 uur voeren de escorteschepen weg in oostelijke richting. Het vliegdekschip bleef alleen achter met  de torpedobootjager USS Hughes. Het schip bleef met zware slagzij liggen maar bleef stabiel en Buckmaster meende dat een reddingsoperatie uitvoerbaar was. Er werd een team samengesteld om terug aan boord te gaan.

### OndergangUSS Yorktown

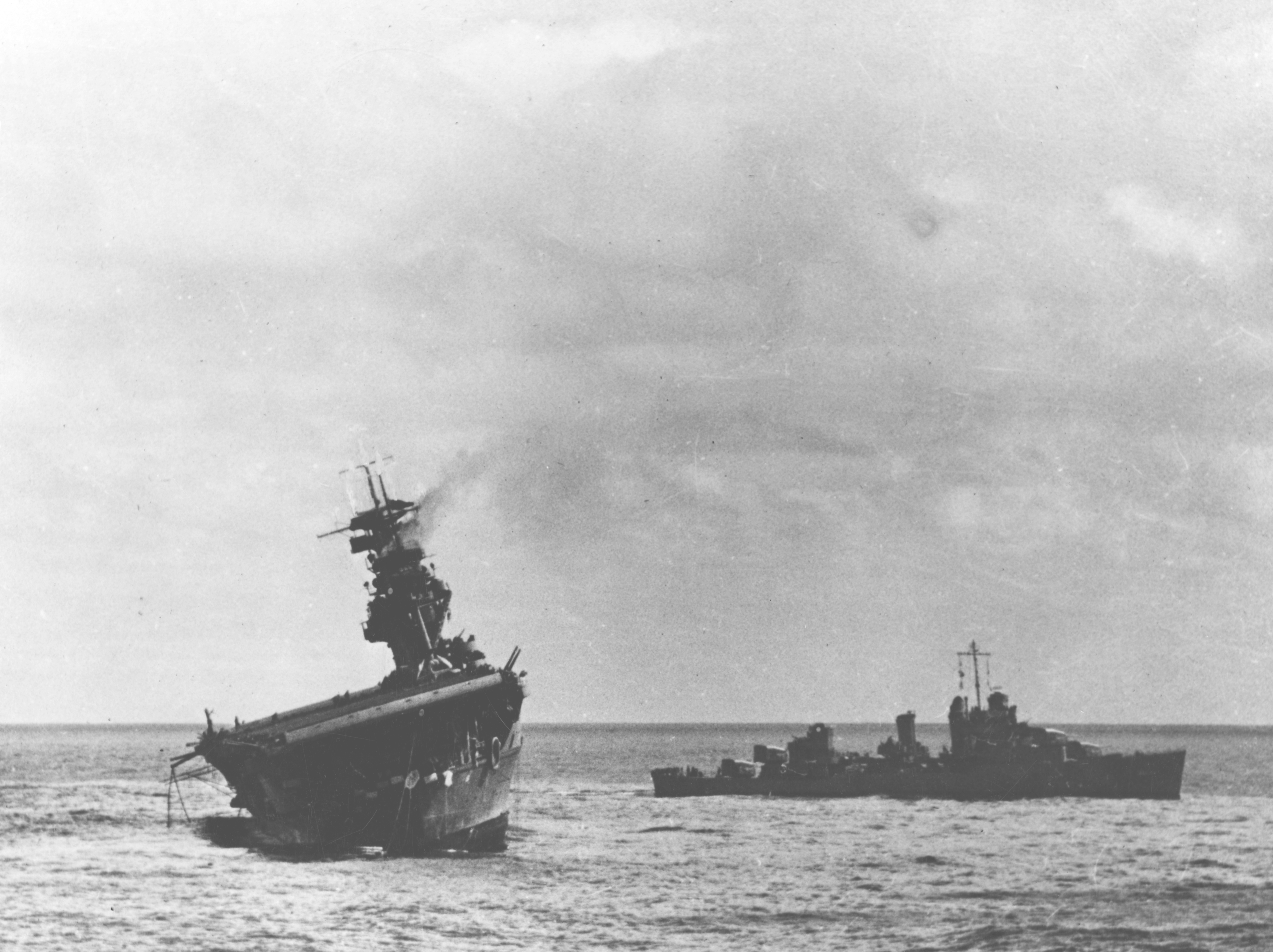
De USS Yorktown zinkt

Op 5 juni om 06.25 uur pikte de radar van de Hughes een Japans verkenningsvliegtuig op. Het was afkomstig van de kruiser Chikuma en om 06.52 uur vond het vliegtuig de Yorktown en seinde haar positie door. De Japanse onderzeeër I-168 die dichtbij Midway op patrouille was kreeg opdracht om de Yorktown te zoeken en vernietigen. Korte tijd later arriveerde de mijnenweger-sleepboot Vireo en begon de Yorktown naar Pearl Harbor te slepen met een vaart van vier knopen. Buckmaster ging terug aan boord van de Yorktown met een bergingsgroep. De torpedojager USS Hammann (DD-412) kwam aan stuurboord achteraan langszij om te helpen met pompen en elektriciteitsvoorziening. Vliegtuigen en kanonnen werden overboord gezet om het schip minder topzwaar te maken. Vijf torpedojagers verzorgden het escorte. In de morgen van 6 juni vond de I-168 het Amerikaans eskader en kon rond 13.30 uur vier torpedo's lanceren. De Hammann werd midscheeps getroffen, brak in tweeën en zonk bijna onmiddellijk. Bij het zinken ontploften haar dieptebommen onder water en doodden vele manschappen die in het water ronddreven. Twee torpedo's troffen de Yorktown aan stuurboord. De Yorktown bleef drijven tot de volgende morgen, maar sloeg ten slotte om naar haar bakboordzijde en zonk naar 5.500 meter diepte.

## USS Yorktownteruggevonden
In mei 1998 vertrok het onderzoeksschip van Dr. Robert D. Ballard, de oceanograaf en onderzoeker, naar Midway met een Amerikaanse en enkele Japanse veteranen aan boord. Dr. Ballard's bedoeling was de Japanse vliegdekschepen, of toch één ervan te ontdekken.
Na lang zoekwerk vond hij niets en hij besloot om de Yorktown op te sporen. Op 19 mei 1998 zag de mini-bathyscaafrobot, uitgerust met zoeklichten en camera, een lang recht, onnatuurlijk spoor in de zanderige bodem op 5.500 meter diepte. Dat spoor leidde naar het wrak van het Amerikaanse vliegdekschip, dat lichtjes naar stuurboord overgeheld lag op de zeebodem. Bij het neerkomen op de oceaanbodem moest de Yorktown nog verscheidene tientallen meters vooruitgeschoven zijn op de zandbodem eer ze voorgoed stil lag.